# 16. mladinska brigada »Joža Vlahović«
Za druge 16. brigade glejte 16. brigada.
16. mladinska brigada »Joža Vlahović« (srbohrvaško: 16. omladinska brigada) je bila brigada v sestavi Narodnoosvobodilne vojske in partizanskih odredov Jugoslavije in ki je delovala med drugo svetovno vojno na področju Kraljevine Jugoslavije.

## Zgodovina
Brigada je bila ustanovljena 29. decembra 1942 s 3 bataljoni in 750 borci.

## Organizacija
- štab
- 3x bataljon